# 克劳斯·韦勒尔
克劳斯·韦勒尔（德語：Klaus Wöller，1956年4月23日—），德国男子手球运动员，场上位置是守门员。他曾代表西德参加1984年夏季奥林匹克运动会手球比赛，获得一枚银牌。